# Dvorove, Nîjnohirskîi
Dvorove (în ucraineană Дворове) este un sat în comuna Pșenîcine din raionul Nîjnohirskîi, Republica Autonomă Crimeea, Ucraina.

## Demografie
Componența lingvistică a localității Dvorove
     Rusă (89,66%)
     Ucraineană (6,9%)
     Tătară crimeeană (3,45%)
Conform recensământului din 2001, majoritatea populației localității Dvorove era vorbitoare de rusă (89,66%), existând în minoritate și vorbitori de ucraineană (6,9%) și tătară crimeeană (3,45%).